# St. Antonius Abbas (Herkenrath)

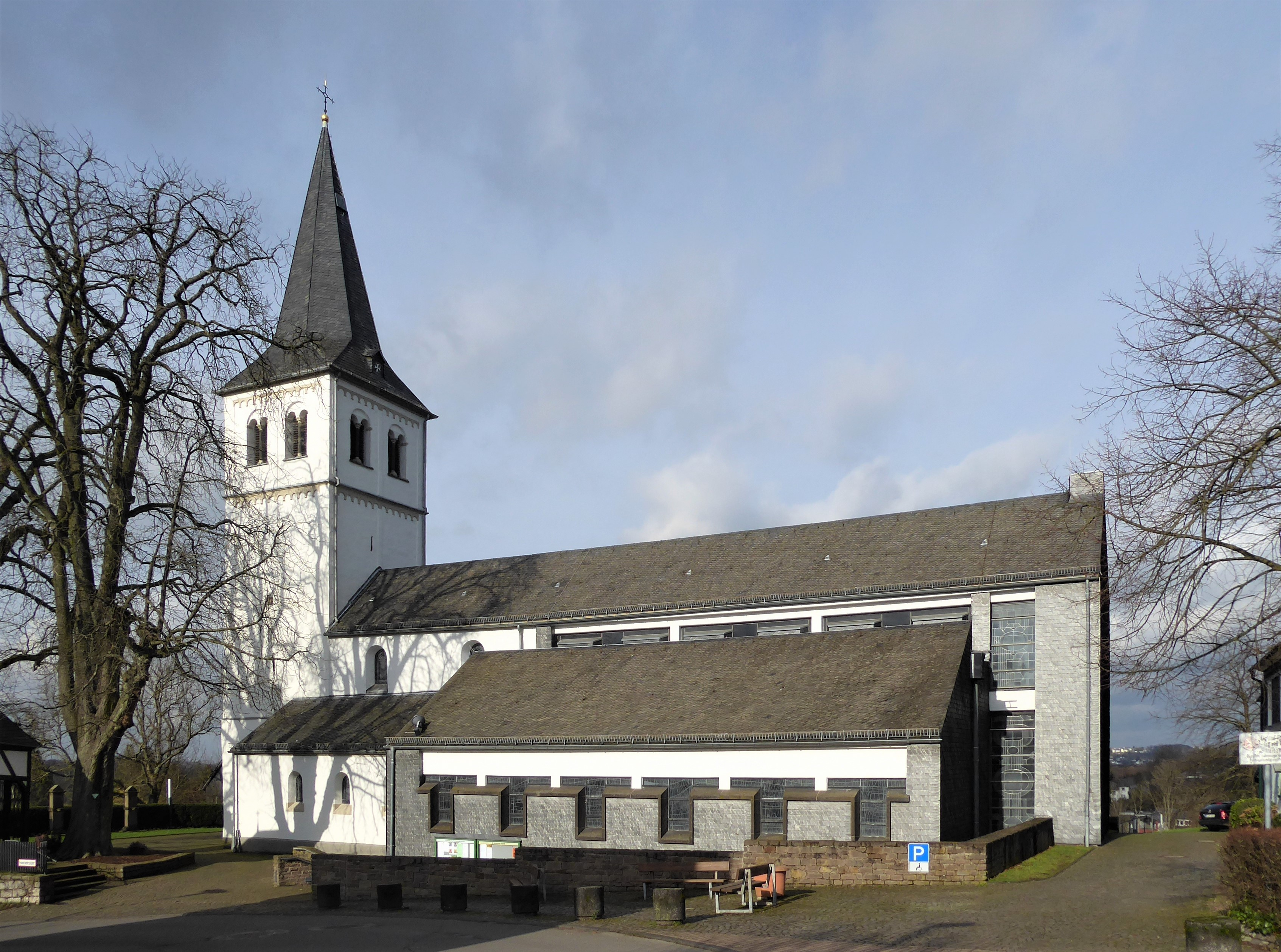
St. Antonius Abbas von Südosten

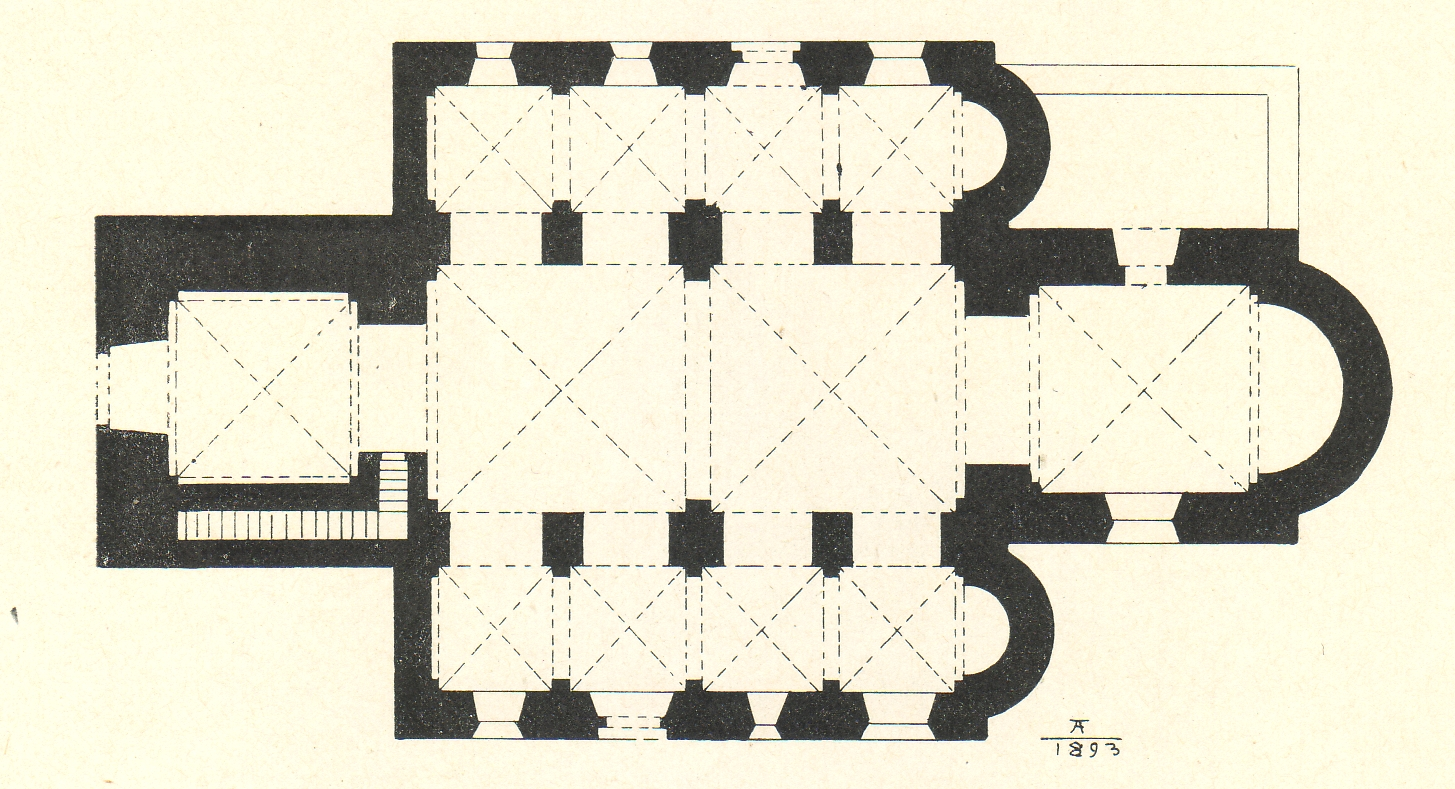
Grundriss vor der ersten Erweiterung

St. Antonius Abbas ist die unter Denkmalschutz stehende römisch-katholische Kirche in Herkenrath, einem Stadtteil von Bergisch Gladbach. Sie steht im Mittelpunkt des Ortsteils Fronhof. Dem romanischen Teil der Kirche schließt sich ein moderner Baukörper aus den 1960er-Jahren an. Kirchenpatron ist der heilige Antonius der Große.

## Geschichte

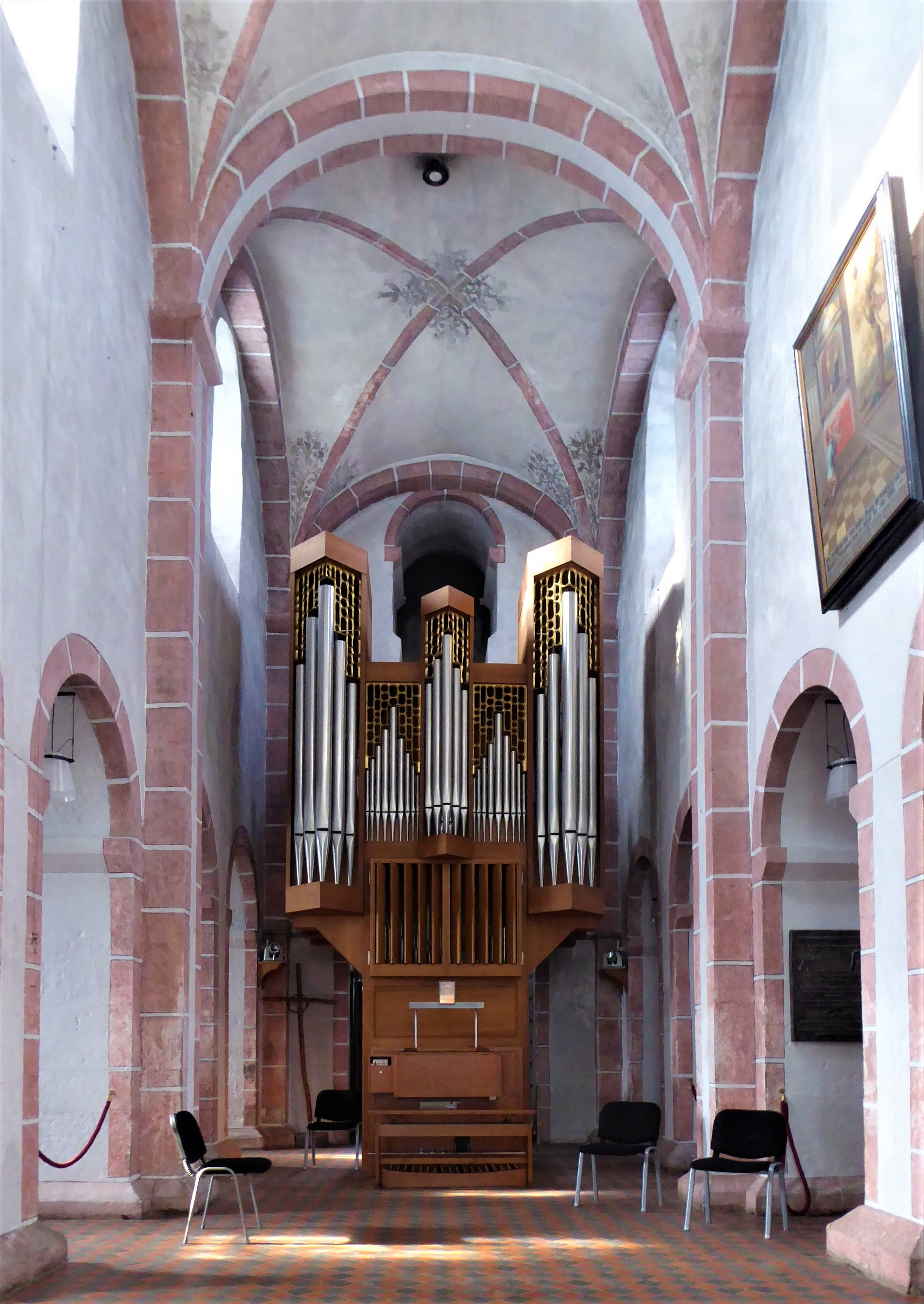
Blick in das romanische Langhaus

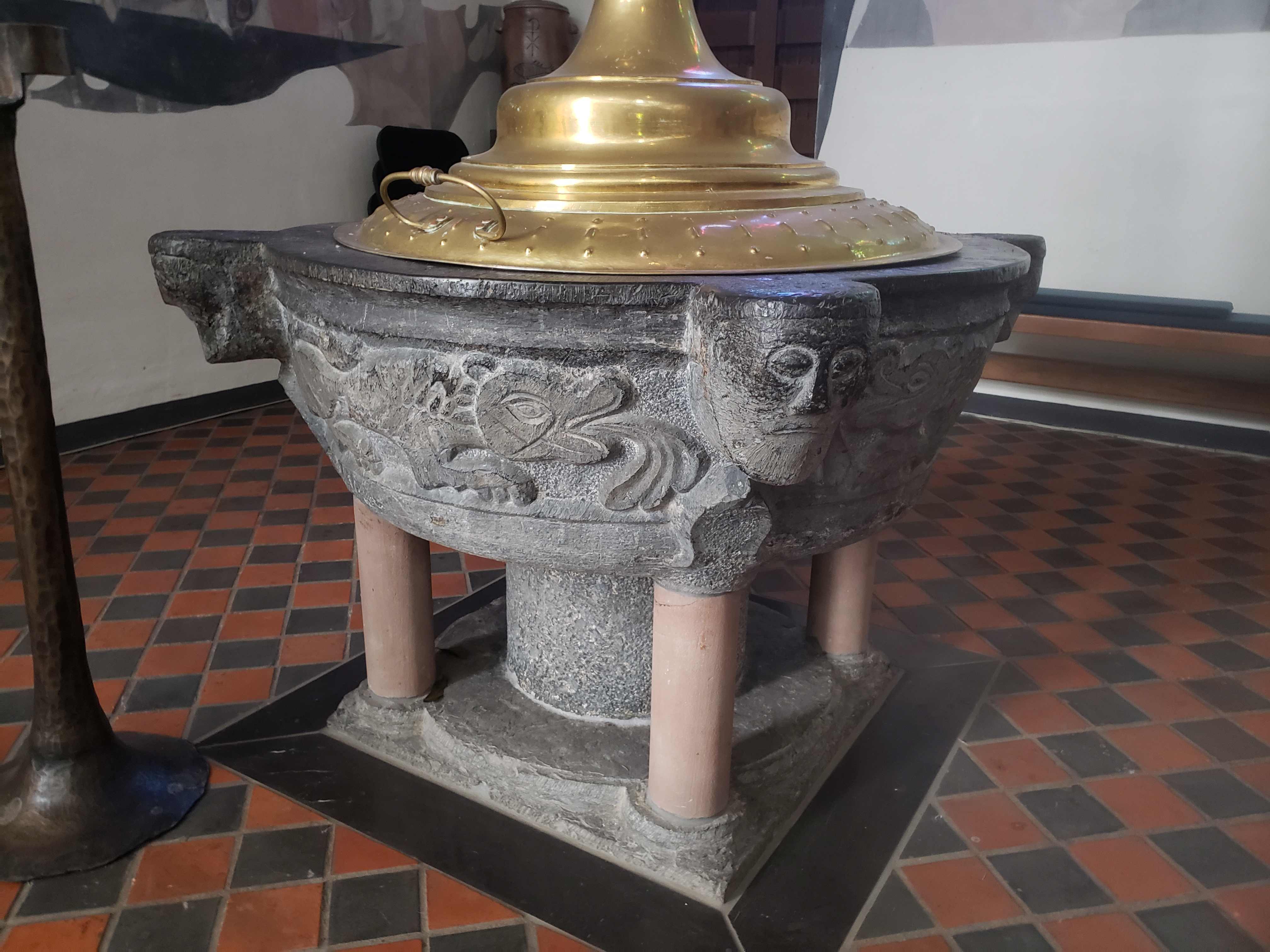
Romanischer Taufstein

1144 ist Besitz der Abtei Siegburg in Herkenrath urkundlich fassbar. Aus dieser Zeit stammen die heute noch erhaltenen romanischen Bauteile der Kirche, der viergeschossige Turm und das basilikale zweijochige Langhaus. 1224 wurde das Patronatsrecht der Kirche durch den Ritter Theodoricus de Dorendorp dem Johanniterorden überwiesen. Später unterstand die Kirche der Kommende in Herrenstrunden bis zu deren Aufhebung 1806. Um 1300 erfolgte eine Nennung der Pfarrkirche im Liber valoris der Erzdiözese Köln. Unter der romanischen Basilika sind aus der Zeit um 1000 archäologisch die Grundmauern einer Saalkirche nachweisbar, die vermutlich zum Herkenrather Fronhof Graf Gottfrieds aus Lotharingien gehörte.
1892 wurden der Chor und die beiden Seitenapsiden der Basilika zu Gunsten eines größeren neoromanischen Querhauses und Chors niedergelegt. Diese Erweiterung musste wiederum 1962–64 einem schlichten, größeren Neubau weichen, um dem Anwachsen der Bevölkerung Rechnung zu tragen.

## Ausstattung
- Das flache, runde Taufbecken aus dem 12. Jahrhundert ist aus Namurer Blaustein gearbeitet und mit Reliefs von Fabelwesen, sowie aus einer Vase trinkenden Vögeln verziert. Die Mittelstütze und die vier Säulen wurden erneuert.
- Die Standfigur der Hl. Katharina wurde um 1390 aus Nussbaum geschnitzt; die Fassung ist verloren.
- Die Halbfigurengruppe aus Holz stellt die Heilige Familie dar, sie wurde im 18. Jahrhundert angefertigt.
- Die Statue der Muttergottes und das Vesperbild sind wohl am Anfang des 19. Jahrhunderts in einer Kölner Werkstatt aus Terrakotta geformt und gebrannt worden. Die Arbeiten im Stil der Zeit um 1700 sind farbig gefasst. Das Vesperbild ist mit 181 I.B. bezeichnet.
- Auf dem aufgelassenen Friedhof steht ein Heiligenhäuschen, in dem sich eine geschnitzte und farbig gefasste Kreuzigungsgruppe von 1723 befindet.

### Orgel
Die Orgel mit zwei Manualen und Pedal wurde 1977 unter der Opuszahl 1545 durch Johannes Klais Orgelbau errichtet. Sie ersetzte ein 1821 durch Georg Wilhelm Roetzel geschaffenes Instrument mit einem Manual und Pedal. 1973 wurde dieses in die Filialkirche im benachbarten Ortsteil Bärbroich umgesetzt.

## Kirchliche Nutzung
Die eigenständige Pfarrei St. Antonius wurde am 1. Juli 2011 mit den Pfarreien St. Severin in Sand, St. Joseph in Heidkamp und St. Johann Baptist in Herrenstrunden zur Pfarrei St. Joseph und St. Antonius mit Sitz in St. Joseph in Heidkamp fusioniert; die gemeinsame Pfarrkirche ist St. Joseph, so dass die Kirche St. Antonius Abbas nicht mehr Pfarrkirche ist. Die Pfarrei gehört zum Kreisdekanat Rheinisch-Bergischer Kreis in der Erzdiözese Köln.

## Denkmal
Die Kirche wurde unter Nr. 17 in die Liste der Baudenkmäler in Bergisch Gladbach eingetragen.